# 福音ルーテル聖カタリナ教会

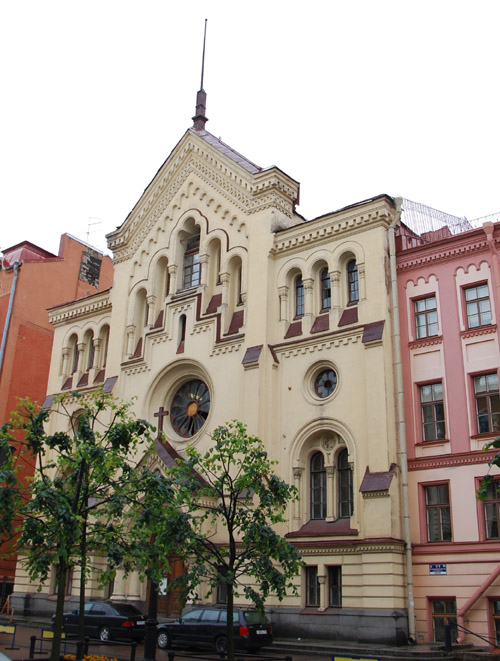
福音ルーテル聖カタリナ教会（2009年7月）。以前頂上にあった十字架は、2階のバラ窓の前に移されている。

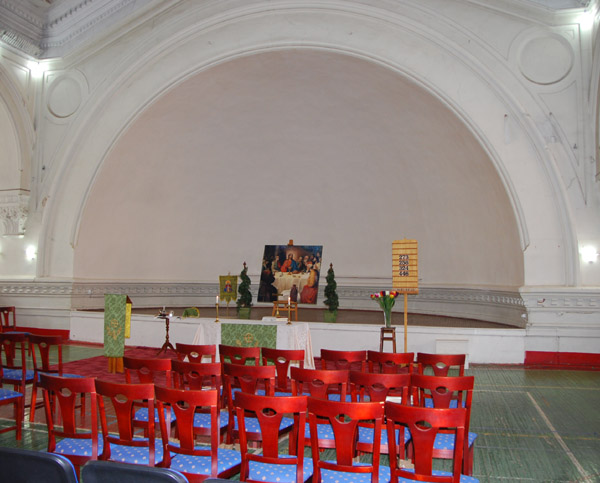
福音ルーテル聖カタリナ教会の2階礼拝室（2009年7月）。

福音ルーテル聖カタリナ教会（ふくいんルーテルせいカタリナきょうかい、ロシア語: Евангелическо-лютеранская церковь Святой Екатерины）はロシアのサンクトペテルブルク市にある福音ルーテル教会で、市内の一番繁華なネフスキー大通りからボリシャヤ・コニューシェンナヤ通りに入ったところにあり、現在の建物は1885年に作られている。通常「スウェーデン教会」と呼ばれている。

## 概要
福音ルーテル聖カタリナ教会はロシアのサンクトペテルブルク市にある福音ルーテル教会で、市内の一番繁華なネフスキー大通りからマーラヤ・コニューシェンナヤ通りに入ったところにある。住所は、サンクトペテルブルク市マーラヤ・コニューシェンナヤ通り1 で、スウェーデン大使館の隣りにある。
現在の建物は1885年に作られている。スウェーデン人によって建てられたもので、通常「スエーデン教会」と呼ばれている。

## 歴史
この教会はサンクトペテルブルクの建設とともにはじまり、300年の歴史がある。
- 1703年からピョートル大帝によるサンクトペテルブルク 都市の建設には、多くのスウェーデン人・フィンランド人も多く参加した。フィンランドは14世紀初めから1809年にロシアの一公国になるまで、スウェーデンが支配した。スウェーデン人は建設労働者として働くだけでなく、政府の要職も務め、一説では都市の建設はオランダのロッテルダムをまね、ロシア政府組織はスウェーデンの組織をまねたというほどであった。
- 1703年当初からスウェーデン・フィンランド福音ルーテル教会が組織され、1733年にはアンナ・ペトロヴナが現在のマーラヤ・コニューシュナヤ通りに土地を寄贈して、新しい教会堂が建てられ、福音ルーテル聖アンナ教会と呼ばれた。この土地は、現在も隣りにスウェーデン大使館がある。
- 1745年には、フィンランド人がここから独立して、隣りのボリシャヤ・コニューシュナヤ通りに教会堂を建てて移り、これは後に福音ルーテル聖マリア教会と呼ばれるようになった。1789年にはスウェーデン人により新しい教会堂が建てられ、これが聖カテリナ教会（ロシア語名称は聖エカテリナ教会）と呼ばれるようになった。
- 1885年に現在の教会堂が新しく完成している。スウェーデン生まれで、サンクトペテルブルクで育ったカール・アンダーソン（ Carl Andersson、1826-88)）の設計である。 ノーベル家などの有名な家族もこの教会に所属していて、ピーク時には会員は7千人を超えた。1905年のロシア第一革命直前でも5千人の会員があった。
- ソヴィエト時代、教会は1936年に完全に閉鎖されて、その後バスケットボール練習場などに利用された。
- ソヴィエト政権の崩壊後、1991年に教会は返還されたが、その後大きな修復作業は行っていない。

## 教会活動
毎月第2、第4日曜日の午後5時から、スウェーデン語とロシア語の礼拝が行なわれている。また、英語（聖公会）、韓国語（長老派）などの日曜礼拝も、この教会を借りて行なわれている。

## 近隣の聖堂
ネフスキー大通りのこの地域には、次のようなプロテスタント教会
- ルーテル聖ペテロ教会（別名：ドイツ教会）
- 福音ルーテル聖マリア教会（別名：フィンランド教会）
- 福音ルーテル聖カタリナ教会（別名：スウェーデン教会）

がある。
ネフスキー大通りの向かいには
- カザン大聖堂（ロシア正教会）

があり、少し離れてやはりネフスキー大通りの東の方似に
- アルメニア教会
- カトリック聖カタリナ教会（ローマ・カトリック教会）

もある。